# Eta2 Hydri
η2 Hydri (Eta2 Hydri, kurz η2 Hyi), auch als HD 11977 katalogisiert, ist ein etwa 220 Lichtjahre entfernter Stern im Sternbild Hydrus (Kleine Wasserschlange). Er hat einen Begleiter mit der systematischen Bezeichnung η2 Hydri b, bei dem es sich um einen Exoplaneten handeln könnte. Er umkreist den Zentralstern mit einer Umlaufperiode von 711 Tagen mit einer großen Halbachse von ungefähr 2 Astronomischen Einheiten und hat eine Masse von mindestens etwa 6,5 Jupitermassen.